# Finały NBA

Logo NBA Finals

Finały NBA – finałowa faza rozgrywek NBA, wyłaniająca mistrza NBA, rozgrywana w systemie best-of-seven play-off (najlepszy w siedmiu finałowych meczach). Występuje w niej najlepszy zespół z Konferencji Wschodniej (Eastern Conference) i Konferencji Zachodniej (Western Conference).

## Historia
Na żółto zostali oznaczeni mistrzowie.
Źródło:
| Rok                                     | Mistrz Zachodu                          | Wynik                                   | Mistrz Wschodu                          |
| Basketball Association Of America – BAA | Basketball Association Of America – BAA | Basketball Association Of America – BAA | Basketball Association Of America – BAA |
| --------------------------------------- | --------------------------------------- | --------------------------------------- | --------------------------------------- |
| 1947                                    | Philadelphia Warriors                   | 4–1                                     | Chicago Stags                           |
| 1948                                    | Baltimore Bullets                       | 4–2                                     | Philadelphia Warriors                   |
| 1949                                    | Minneapolis Lakers                      | 4–2                                     | Washington Capitols                     |
| National Basketball Association – NBA   |                                         |                                         |                                         |
| 1950                                    | Minneapolis Lakers                      | 4–2                                     | Syracuse Nationals                      |
| 1951                                    | Rochester Royals                        | 4–3                                     | New York Knicks                         |
| 1952                                    | Minneapolis Lakers                      | 4–3                                     | New York Knicks                         |
| 1953                                    | Minneapolis Lakers                      | 4–1                                     | New York Knicks                         |
| 1954                                    | Minneapolis Lakers                      | 4–3                                     | Syracuse Nationals                      |
| 1955                                    | Fort Wayne Pistons                      | 3-4                                     | Syracuse Nationals                      |
| 1956                                    | Fort Wayne Pistons                      | 1-4                                     | Philadelphia Warriors                   |
| 1957                                    | St. Louis Hawks                         | 3–4                                     | Boston Celtics                          |
| 1958                                    | St. Louis Hawks                         | 4–2                                     | Boston Celtics                          |
| 1959                                    | Minneapolis Lakers                      | 0–4                                     | Boston Celtics                          |
| 1960                                    | St. Louis Hawks                         | 3–4                                     | Boston Celtics                          |
| 1961                                    | St. Louis Hawks                         | 1–4                                     | Boston Celtics                          |
| 1962                                    | Los Angeles Lakers                      | 3–4                                     | Boston Celtics                          |
| 1963                                    | Los Angeles Lakers                      | 2–4                                     | Boston Celtics                          |
| 1964                                    | San Francisco Warriors                  | 1–4                                     | Boston Celtics                          |
| 1965                                    | Los Angeles Lakers                      | 1–4                                     | Boston Celtics                          |
| 1966                                    | Los Angeles Lakers                      | 3–4                                     | Boston Celtics                          |
| 1967                                    | San Francisco Warriors                  | 2–4                                     | Philadelphia 76ers                      |
| 1968                                    | Los Angeles Lakers                      | 2–4                                     | Boston Celtics                          |
| 1969                                    | Los Angeles Lakers                      | 3–4                                     | Boston Celtics                          |
| 1970                                    | Los Angeles Lakers                      | 3–4                                     | New York Knicks                         |
| 1971                                    | Milwaukee Bucks                         | 4–0                                     | Baltimore Bullets                       |
| 1972                                    | Los Angeles Lakers                      | 4–1                                     | New York Knicks                         |
| 1973                                    | Los Angeles Lakers                      | 1–4                                     | New York Knicks                         |
| 1974                                    | Milwaukee Bucks                         | 3–4                                     | Boston Celtics                          |
| 1975                                    | Golden State Warriors                   | 4–0                                     | Washington Bullets                      |
| 1976                                    | Phoenix Suns                            | 2–4                                     | Boston Celtics                          |
| 1977                                    | Portland Trail Blazers                  | 4–2                                     | Philadelphia 76ers                      |
| 1978                                    | Seattle SuperSonics                     | 3–4                                     | Washington Bullets                      |
| 1979                                    | Seattle SuperSonics                     | 4–1                                     | Washington Bullets                      |
| 1980                                    | Los Angeles Lakers                      | 4–2                                     | Philadelphia 76ers                      |
| 1981                                    | Houston Rockets                         | 2–4                                     | Boston Celtics                          |
| 1982                                    | Los Angeles Lakers                      | 4–2                                     | Philadelphia 76ers                      |
| 1983                                    | Los Angeles Lakers                      | 0–4                                     | Philadelphia 76ers                      |
| 1984                                    | Los Angeles Lakers                      | 3–4                                     | Boston Celtics                          |
| 1985                                    | Los Angeles Lakers                      | 4–2                                     | Boston Celtics                          |
| 1986                                    | Houston Rockets                         | 2–4                                     | Boston Celtics                          |
| 1987                                    | Los Angeles Lakers                      | 4–2                                     | Boston Celtics                          |
| 1988                                    | Los Angeles Lakers                      | 4–3                                     | Detroit Pistons                         |
| 1989                                    | Los Angeles Lakers                      | 0–4                                     | Detroit Pistons                         |
| 1990                                    | Portland Trail Blazers                  | 1–4                                     | Detroit Pistons                         |
| 1991                                    | Los Angeles Lakers                      | 1–4                                     | Chicago Bulls                           |
| 1992                                    | Portland Trail Blazers                  | 2–4                                     | Chicago Bulls                           |
| 1993                                    | Phoenix Suns                            | 2–4                                     | Chicago Bulls                           |
| 1994                                    | Houston Rockets                         | 4–3                                     | New York Knicks                         |
| 1995                                    | Houston Rockets                         | 4–0                                     | Orlando Magic                           |
| 1996                                    | Seattle SuperSonics                     | 2–4                                     | Chicago Bulls                           |
| 1997                                    | Utah Jazz                               | 2–4                                     | Chicago Bulls                           |
| 1998                                    | Utah Jazz                               | 2–4                                     | Chicago Bulls                           |
| 1999                                    | San Antonio Spurs                       | 4–1                                     | New York Knicks                         |
| 2000                                    | Los Angeles Lakers                      | 4–2                                     | Indiana Pacers                          |
| 2001                                    | Los Angeles Lakers                      | 4–1                                     | Philadelphia 76ers                      |
| 2002                                    | Los Angeles Lakers                      | 4–0                                     | New Jersey Nets                         |
| 2003                                    | San Antonio Spurs                       | 4–2                                     | New Jersey Nets                         |
| 2004                                    | Los Angeles Lakers                      | 1–4                                     | Detroit Pistons                         |
| 2005                                    | San Antonio Spurs                       | 4–3                                     | Detroit Pistons                         |
| 2006                                    | Dallas Mavericks                        | 2–4                                     | Miami Heat                              |
| 2007                                    | San Antonio Spurs                       | 4–0                                     | Cleveland Cavaliers                     |
| 2008                                    | Los Angeles Lakers                      | 2–4                                     | Boston Celtics                          |
| 2009                                    | Los Angeles Lakers                      | 4–1                                     | Orlando Magic                           |
| 2010                                    | Los Angeles Lakers                      | 4–3                                     | Boston Celtics                          |
| 2011                                    | Dallas Mavericks                        | 4–2                                     | Miami Heat                              |
| 2012                                    | Oklahoma City Thunder                   | 1–4                                     | Miami Heat                              |
| 2013                                    | San Antonio Spurs                       | 3–4                                     | Miami Heat                              |
| 2014                                    | San Antonio Spurs                       | 4–1                                     | Miami Heat                              |
| 2015                                    | Golden State Warriors                   | 4–2                                     | Cleveland Cavaliers                     |
| 2016                                    | Golden State Warriors                   | 3–4                                     | Cleveland Cavaliers                     |
| 2017                                    | Golden State Warriors                   | 4–1                                     | Cleveland Cavaliers                     |
| 2018                                    | Golden State Warriors                   | 4–0                                     | Cleveland Cavaliers                     |
| 2019                                    | Golden State Warriors                   | 2–4                                     | Toronto Raptors                         |
| 2020                                    | Los Angeles Lakers                      | 4–2                                     | Miami Heat                              |
| 2021                                    | Phoenix Suns                            | 2–4                                     | Milwaukee Bucks                         |
| 2022                                    | Golden State Warriors                   | 4–2                                     | Boston Celtics                          |
| 2023                                    | Denver Nuggets                          | 4-1                                     | Miami Heat                              |
| 2024                                    | Dallas Mavericks                        | 1-4                                     | Boston Celtics                          |
| 2025                                    | Oklahoma City Thunder                   | 4-3                                     | Indiana Pacers                          |

## Najczęściej w finale
| Liczba | Zespół                | W  | P  | wskaźnik zwycięstw [%] | Uwagi                                                           |
| ------ | --------------------- | -- | -- | ---------------------- | --------------------------------------------------------------- |
| 23     | Boston Celtics        | 18 | 5  | 78,3                   |                                                                 |
| 32     | Los Angeles Lakers    | 17 | 15 | 53,1                   | 5–1 jako Minneapolis Lakers                                     |
| 12     | Golden State Warriors | 7  | 5  | 58,3                   | 2–1 jako Philadelphia Warriors; 0–2 jako San Francisco Warriors |
| 9      | Philadelphia 76ers    | 3  | 6  | 33,3                   | 1–2 jako Syracuse Nationals                                     |
| 8      | New York Knicks       | 2  | 6  | 25                     |                                                                 |
| 7      | Detroit Pistons       | 3  | 4  | 42,8                   | 0–2 jako Fort Wayne Pistons                                     |
| 7      | Miami Heat            | 3  | 4  | 42,8                   |                                                                 |
| 6      | Chicago Bulls         | 6  | 0  | 100                    |                                                                 |
| 6      | San Antonio Spurs     | 5  | 1  | 83,3                   |                                                                 |
| 5      | Oklahoma City Thunder | 2  | 3  | 40                     |                                                                 |
| 5      | Cleveland Cavaliers   | 1  | 4  | 20                     |                                                                 |
| 4      | Houston Rockets       | 2  | 2  | 50                     |                                                                 |
| 4      | Atlanta Hawks         | 1  | 3  | 25                     | 1–3 jako St. Louis Hawks                                        |
| 4      | Washington Wizards    | 1  | 3  | 25                     | 0–1 jako Baltimore Bullets; 1–2 jako Washington Bullets         |
| 3      | Milwaukee Bucks       | 2  | 1  | 66,7                   |                                                                 |
| 3      | Portland Trailblazers | 1  | 2  | 33,3                   |                                                                 |
| 3      | Seattle Supersonics   | 1  | 2  | 33,3                   |                                                                 |
| 3      | Dallas Mavericks      | 1  | 2  | 33,3                   |                                                                 |
| 3      | Phoenix Suns          | 0  | 3  | 0                      |                                                                 |
| 2      | New Jersey Nets       | 0  | 2  | 0                      |                                                                 |
| 2      | Utah Jazz             | 0  | 2  | 0                      |                                                                 |
| 2      | Orlando Magic         | 0  | 2  | 0                      |                                                                 |
| 2      | Indiana Pacers        | 0  | 2  | 0                      |                                                                 |
| 1      | Sacramento Kings      | 1  | 0  | 100                    | jedyna wygrana jako Rochester Royals                            |
| 1      | Toronto Raptors       | 1  | 0  | 100                    |                                                                 |
| 1      | Denver Nuggets        | 1  | 0  | 100                    |                                                                 |
| 1      | Chicago Stags         | 0  | 1  | 0                      |                                                                 |
| 1      | Washington Capitols   | 0  | 1  | 0                      |                                                                 |

## W finałach nigdy nie wystąpiły
- Charlotte Hornets
- Los Angeles Clippers
- Memphis Grizzlies
- Minnesota Timberwolves
- New Orleans Pelicans

## Mistrzowskie składy
pogrubienie – oznacza MVP finałów NBA

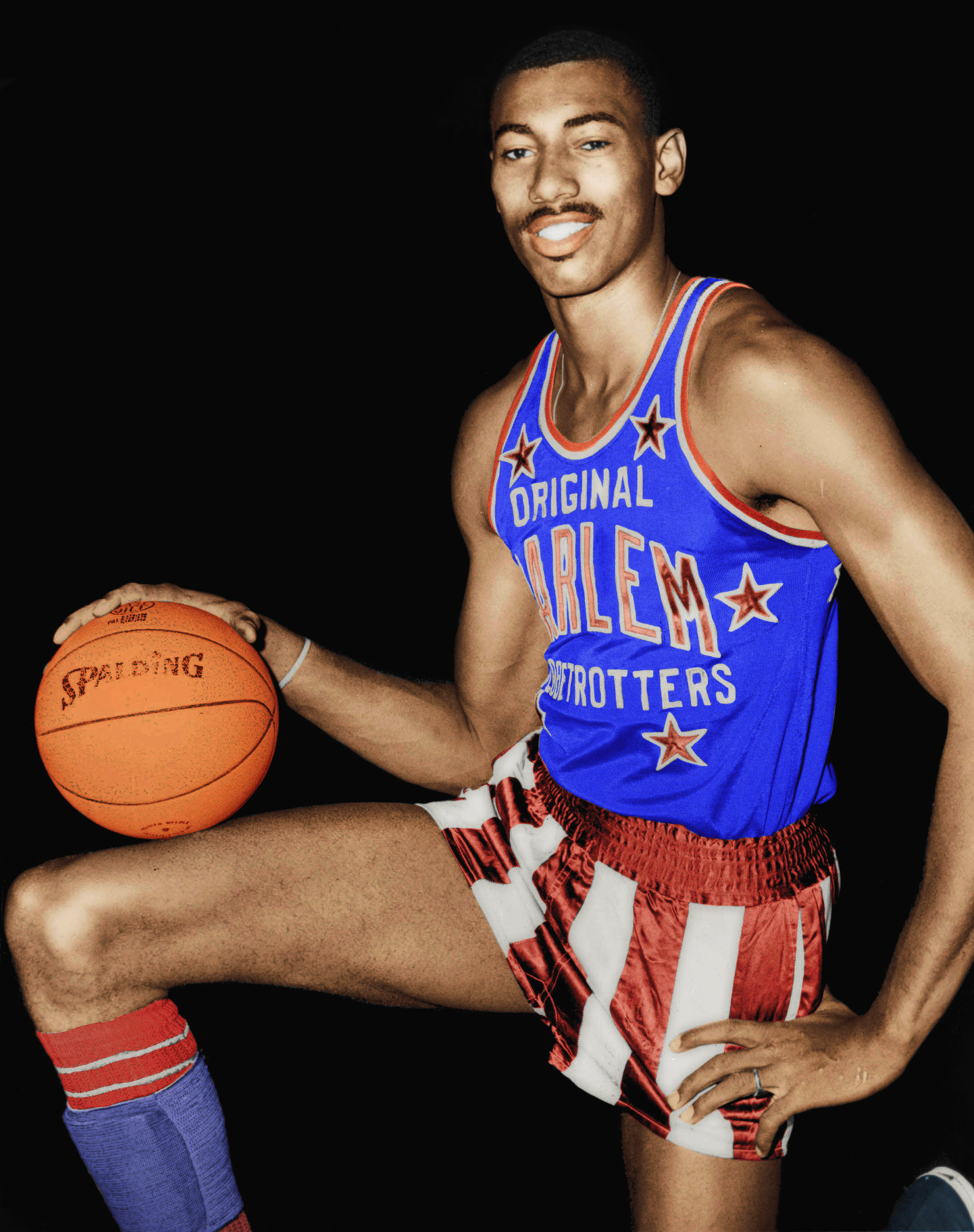
Wilt Chamberlain

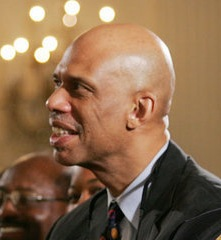
Kareem Abdul-Jabbar

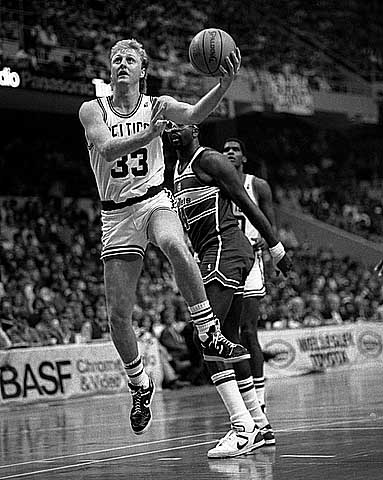
Larry Bird

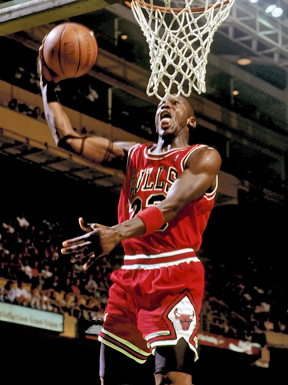
Michael Jordan

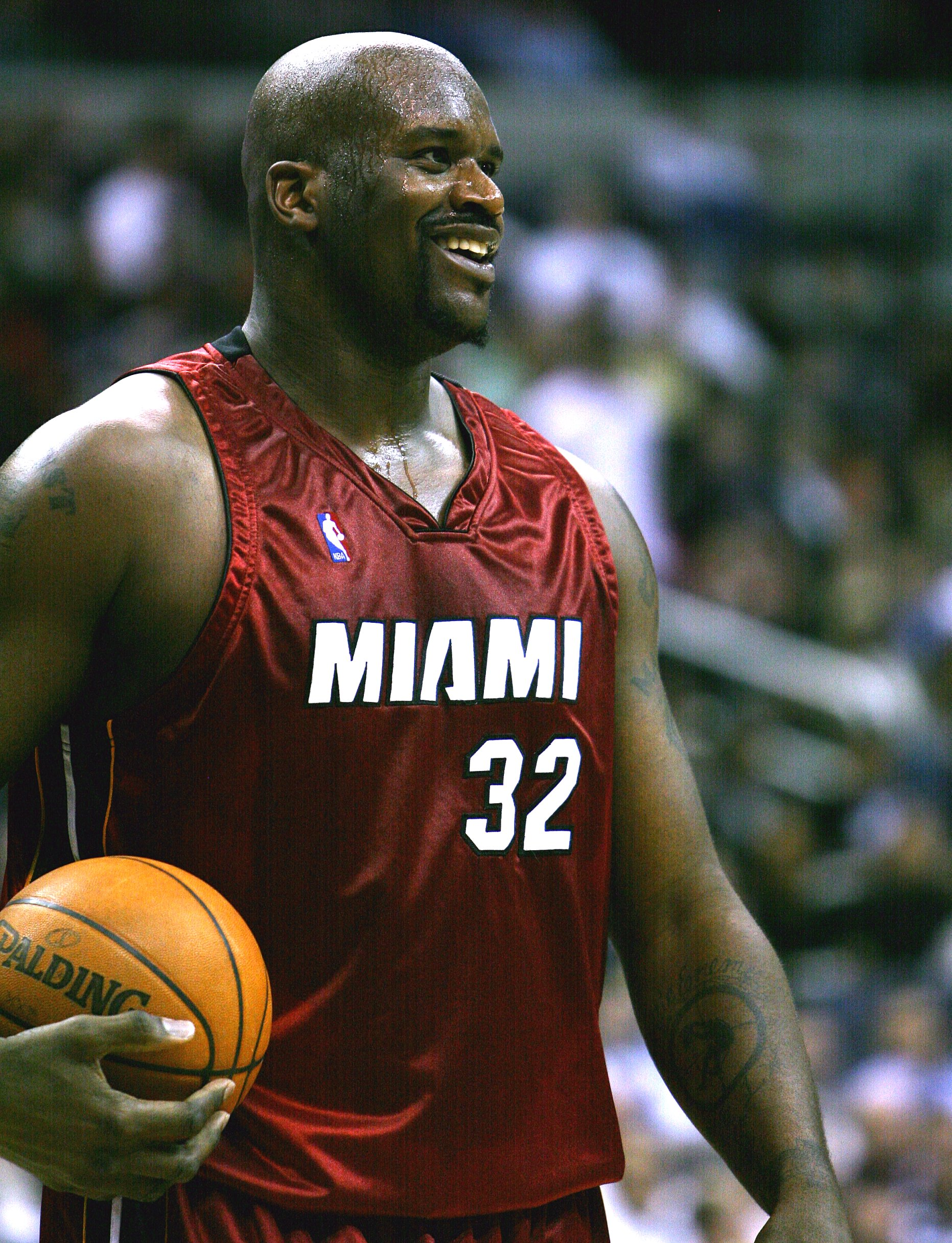
Shaquille O’Neal

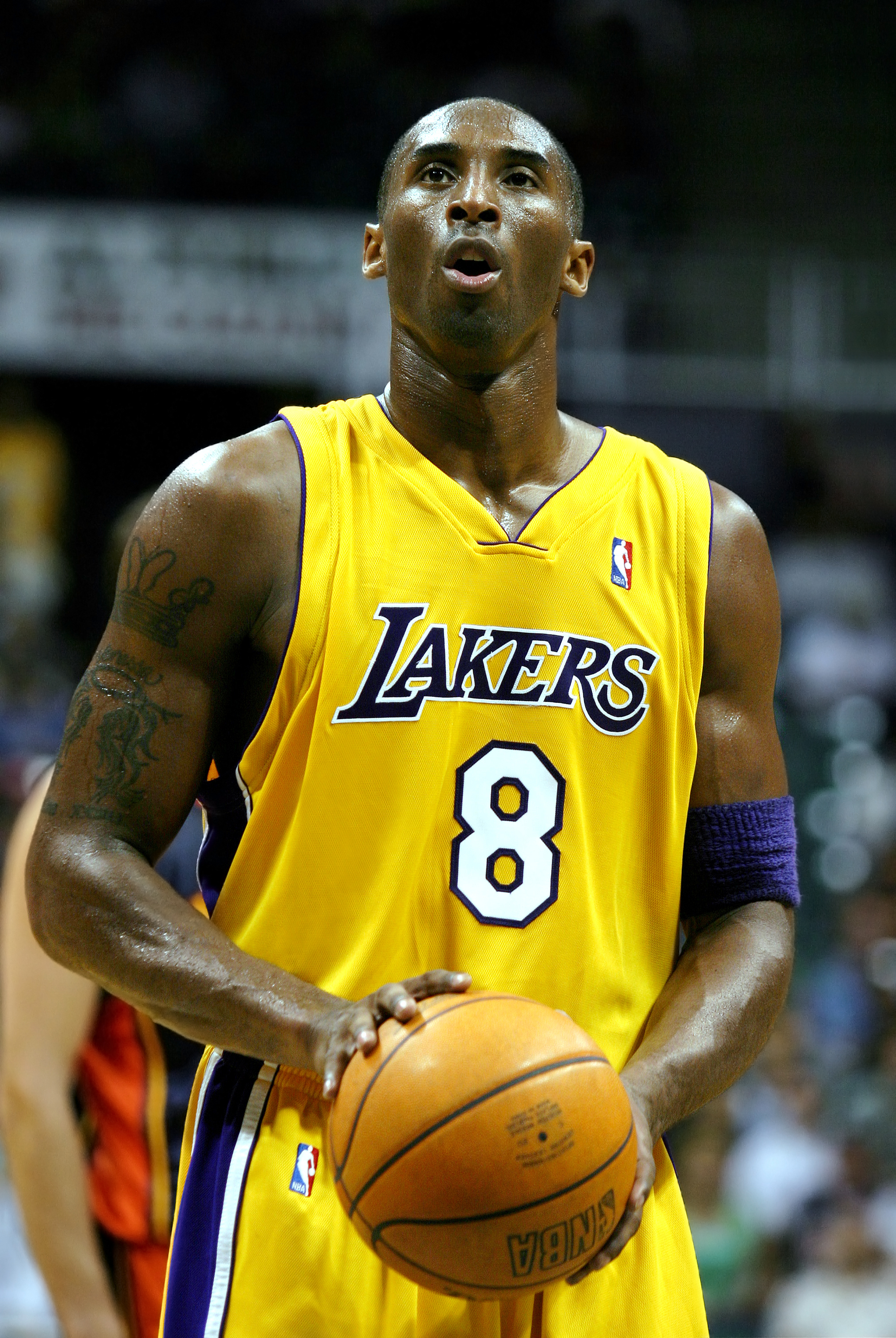
Kobe Bryant

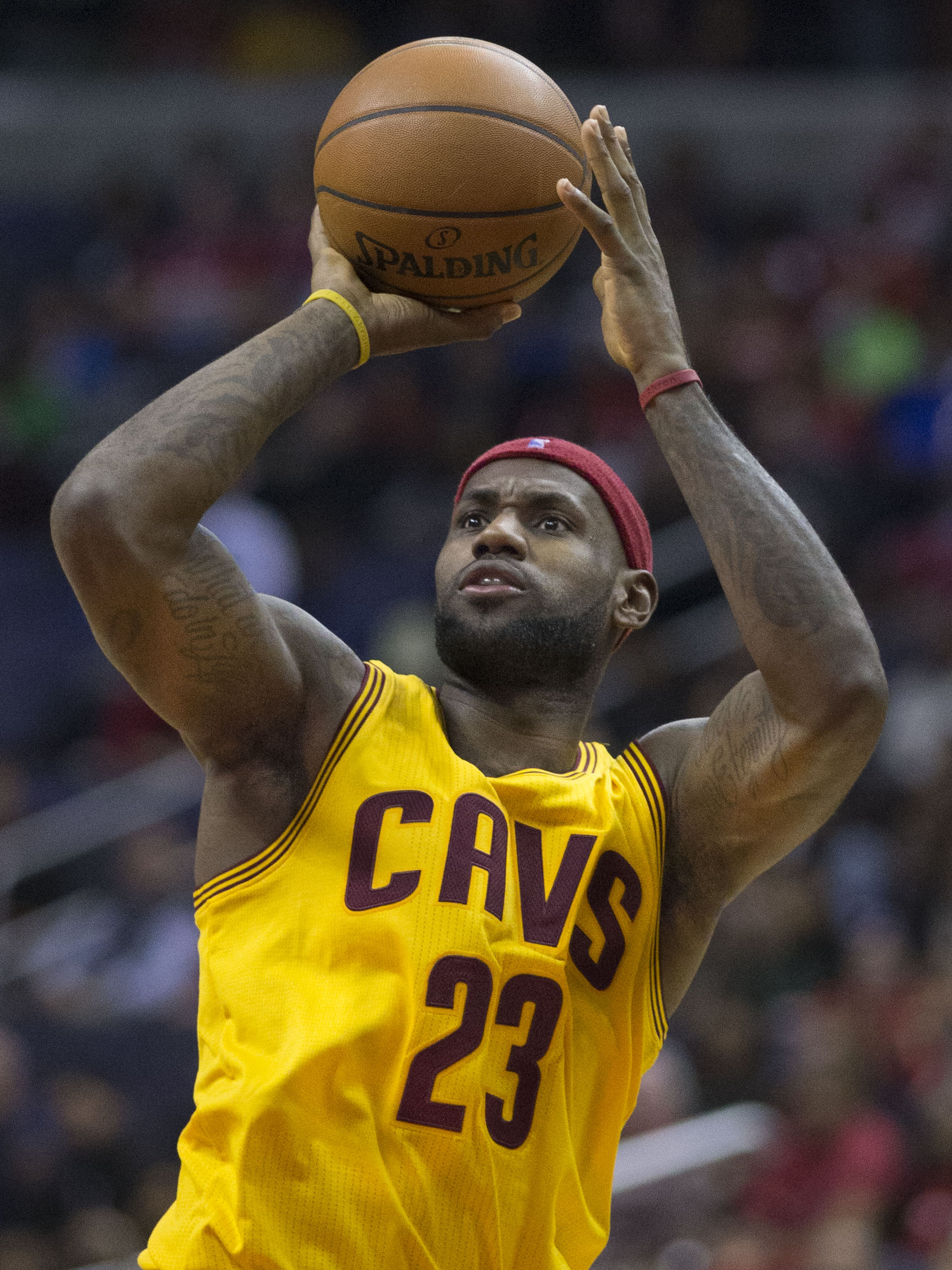
LeBron James

| \| 5 Angelo Musi 6 Jerry Fleishman 7 Jerry Rullo 8 George Senesky 9 Ralph Kaplowitz \| 10 Joe Fulks 12 Howie Dallmar 14 Matt Guokas 15 Petey Rosenberg 18 Art Hillhouse Trener Edward Gottlieb \| | |
| 5 Angelo Musi 6 Jerry Fleishman 7 Jerry Rullo 8 George Senesky 9 Ralph Kaplowitz | 10 Joe Fulks 12 Howie Dallmar 14 Matt Guokas 15 Petey Rosenberg 18 Art Hillhouse Trener Edward Gottlieb |

| \| 20 Herm Klotz 21 Dick Schulz 23 Herm Fuetsch 26 Buddy Jeannette 27 Chick Reiser \| 29 Kleggie Hermsen 31 Carl Meinhold 32 Paul Hoffman 33 Connie Simmons 35 Grady Lewis Trener Buddy Jeannette \| | |
| 20 Herm Klotz 21 Dick Schulz 23 Herm Fuetsch 26 Buddy Jeannette 27 Chick Reiser | 29 Kleggie Hermsen 31 Carl Meinhold 32 Paul Hoffman 33 Connie Simmons 35 Grady Lewis Trener Buddy Jeannette |

| \| 10 Herm Schaefer 13 Tony Jaros 14 Earl Gardner 15 Don Carlson 16 Johnny Jorgensen 17 Jim Pollard \| 18 Arnie Ferrin 19 Jack Dwan 20 Whitey Kachan 22 Donnie Forman 99 George Mikan Trener John Kundla \| |                                                                                                   |
| 10 Herm Schaefer 13 Tony Jaros 14 Earl Gardner 15 Don Carlson 16 Johnny Jorgensen 17 Jim Pollard | 18 Arnie Ferrin 19 Jack Dwan 20 Whitey Kachan 22 Donnie Forman 99 George Mikan Trener John Kundla |

| \| 10 Herm Schaefer 11 Billy Hassett 13 Tony Jaros 15 Don Carlson 16 Bob Harrison 17 Jim Pollard \| 18 Arnie Ferrin 19 Vern Mikkelsen 20 Bud Grant 22 Slater Martin 99 George Mikan Trener John Kundla \| | |
| 10 Herm Schaefer 11 Billy Hassett 13 Tony Jaros 15 Don Carlson 16 Bob Harrison 17 Jim Pollard | 18 Arnie Ferrin 19 Vern Mikkelsen 20 Bud Grant 22 Slater Martin 99 George Mikan Trener John Kundla |

| \| 3 Frank Saul 9 Bobby Wanzer 10 Jack Coleman 11 Bob Davies 12 Arnie Johnson 14 Arnie Risen \| 15 Paul Noel 16 Red Holzman 19 Bill Calhoun 20 Joe McNamee Trener Lester Harrison \| |                                                                                   |
| 3 Frank Saul 9 Bobby Wanzer 10 Jack Coleman 11 Bob Davies 12 Arnie Johnson 14 Arnie Risen                                                                                            | 15 Paul Noel 16 Red Holzman 19 Bill Calhoun 20 Joe McNamee Trener Lester Harrison |

| \| 11 Lew Hitch 12 Howie Schultz 15 Joe Hutton 16 Bob Harrison 17 Jim Pollard 18 Frank Saul \| 19 Vern Mikkelsen 20 Myer Skoog 22 Slater Martin 99 George Mikan Trener John Kundla \| |                                                                                     |
| 11 Lew Hitch 12 Howie Schultz 15 Joe Hutton 16 Bob Harrison 17 Jim Pollard 18 Frank Saul                                                                                              | 19 Vern Mikkelsen 20 Myer Skoog 22 Slater Martin 99 George Mikan Trener John Kundla |

| \| 11 Lew Hitch 12 Jim Holstein 15 Howie Schultz 16 Bob Harrison 17 Jim Pollard 18 Frank Saul \| 19 Vern Mikkelsen 20 Myer Skoog 22 Slater Martin 99 George Mikan Trener John Kundla \| |                                                                                     |
| 11 Lew Hitch 12 Jim Holstein 15 Howie Schultz 16 Bob Harrison 17 Jim Pollard 18 Frank Saul                                                                                              | 19 Vern Mikkelsen 20 Myer Skoog 22 Slater Martin 99 George Mikan Trener John Kundla |

| \| 12 Jim Holstein 15 Dick Schnittker 17 Jim Pollard 18 Frank Saul 19 Vern Mikkelsen \| 20 Myer Skoog 22 Slater Martin 34 Clyde Lovellette 99 George Mikan Trener John Kundla \| |                                                                                       |
| 12 Jim Holstein 15 Dick Schnittker 17 Jim Pollard 18 Frank Saul 19 Vern Mikkelsen                                                                                                | 20 Myer Skoog 22 Slater Martin 34 Clyde Lovellette 99 George Mikan Trener John Kundla |

| \| 3 George King 4 Dolph Schayes 5 Paul Seymour 6 Connie Simmons 7 Billy Gabor 8 Wally Osterkorn 10 Johnny Kerr \| 11 Earl Lloyd 12 Dick Farley 14 Jim Tucker 15 Bill Kenville 16 Red Rocha Trener Al Cervi \| |                                                                                          |
| 3 George King 4 Dolph Schayes 5 Paul Seymour 6 Connie Simmons 7 Billy Gabor 8 Wally Osterkorn 10 Johnny Kerr                                                                                                   | 11 Earl Lloyd 12 Dick Farley 14 Jim Tucker 15 Bill Kenville 16 Red Rocha Trener Al Cervi |

| \| 4 Larry Hennessy 5 George Dempsey 6 Neil Johnston 7 Ernie Beck 9 Joe Graboski 11 Paul Arizin \| 12 Walt Davis 14 Jackie Moore 15 Tom Gola 17 Jack George Trener George Senesky \| |                                                                                |
| 4 Larry Hennessy 5 George Dempsey 6 Neil Johnston 7 Ernie Beck 9 Joe Graboski 11 Paul Arizin                                                                                         | 12 Walt Davis 14 Jackie Moore 15 Tom Gola 17 Jack George Trener George Senesky |

| \| 6 Bill Russell 14 Bob Cousy 15 Tom Heinsohn 16 Jack Nichols 17 Andy Phillip 18 Jim Loscutoff \| 19 Arnie Risen 20 Dickie Hemric 21 Bill Sharman 23 Frank Ramsey 29 Lou Tsioropulos Trener Red Auerbach \| | |
| 6 Bill Russell 14 Bob Cousy 15 Tom Heinsohn 16 Jack Nichols 17 Andy Phillip 18 Jim Loscutoff | 19 Arnie Risen 20 Dickie Hemric 21 Bill Sharman 23 Frank Ramsey 29 Lou Tsioropulos Trener Red Auerbach |

| \| 9 Bob Pettit 11 Jack Coleman 12 Walt Davis 13 Chuck Share 15 Win Wilfong 16 Cliff Hagan \| 17 Med Park 19 Frank Selvy 20 Ed Macauley 21 Jack McMahon 22 Slater Martin Trener Alex Hannum \| |                                                                                               |
| 9 Bob Pettit 11 Jack Coleman 12 Walt Davis 13 Chuck Share 15 Win Wilfong 16 Cliff Hagan | 17 Med Park 19 Frank Selvy 20 Ed Macauley 21 Jack McMahon 22 Slater Martin Trener Alex Hannum |

| \| 6 Bill Russell 14 Bob Cousy 15 Tom Heinsohn 16 Bennie Swain 17 Gene Conley 18 Jim Loscutoff \| 21 Bill Sharman 23 Frank Ramsey 24 Sam Jones 25 K.C. Jones 29 Lou Tsioropulos Trener Red Auerbach \| |                                                                                                   |
| 6 Bill Russell 14 Bob Cousy 15 Tom Heinsohn 16 Bennie Swain 17 Gene Conley 18 Jim Loscutoff | 21 Bill Sharman 23 Frank Ramsey 24 Sam Jones 25 K.C. Jones 29 Lou Tsioropulos Trener Red Auerbach |

| \| 6 Bill Russell 14 Bob Cousy 15 Tom Heinsohn 16 John Richter 17 Gene Conley 18 Jim Loscutoff \| 20 Gene Guarilia 21 Bill Sharman 23 Frank Ramsey 24 Sam Jones 25 K.C. Jones Trener Red Auerbach \| |                                                                                                 |
| 6 Bill Russell 14 Bob Cousy 15 Tom Heinsohn 16 John Richter 17 Gene Conley 18 Jim Loscutoff | 20 Gene Guarilia 21 Bill Sharman 23 Frank Ramsey 24 Sam Jones 25 K.C. Jones Trener Red Auerbach |

| \| 6 Bill Russell 14 Bob Cousy 15 Tom Heinsohn 16 Satch Sanders 17 Gene Conley 18 Jim Loscutoff \| 20 Gene Guarilia 21 Bill Sharman 23 Frank Ramsey 24 Sam Jones 25 K.C. Jones Trener Red Auerbach \| |                                                                                                 |
| 6 Bill Russell 14 Bob Cousy 15 Tom Heinsohn 16 Satch Sanders 17 Gene Conley 18 Jim Loscutoff | 20 Gene Guarilia 21 Bill Sharman 23 Frank Ramsey 24 Sam Jones 25 K.C. Jones Trener Red Auerbach |

| \| 4 Carl Braun 6 Bill Russell 14 Bob Cousy 15 Tom Heinsohn 16 Satch Sanders 18 Jim Loscutoff \| 20 Gene Guarilia 21 Gary Phillips 23 Frank Ramsey 24 Sam Jones 25 K.C. Jones Trener Red Auerbach \| |                                                                                                  |
| 4 Carl Braun 6 Bill Russell 14 Bob Cousy 15 Tom Heinsohn 16 Satch Sanders 18 Jim Loscutoff | 20 Gene Guarilia 21 Gary Phillips 23 Frank Ramsey 24 Sam Jones 25 K.C. Jones Trener Red Auerbach |

| \| 4 Clyde Lovellette 6 Bill Russell 12 Dan Swartz 14 Bob Cousy 15 Tom Heinsohn 16 Satch Sanders 17 John Havlicek \| 18 Jim Loscutoff 20 Gene Guarilia 23 Frank Ramsey 24 Sam Jones 25 K.C. Jones Trener Red Auerbach \| |                                                                                                  |
| 4 Clyde Lovellette 6 Bill Russell 12 Dan Swartz 14 Bob Cousy 15 Tom Heinsohn 16 Satch Sanders 17 John Havlicek | 18 Jim Loscutoff 20 Gene Guarilia 23 Frank Ramsey 24 Sam Jones 25 K.C. Jones Trener Red Auerbach |

| \| 4 Clyde Lovellette 6 Bill Russell 12 Willie Naulls 15 Tom Heinsohn 16 Satch Sanders 17 John Havlicek 18 Jim Loscutoff \| 20 Larry Siegfried 21 Johnny McCarthy 23 Frank Ramsey 24 Sam Jones 25 K.C. Jones Trener Red Auerbach \| | |
| 4 Clyde Lovellette 6 Bill Russell 12 Willie Naulls 15 Tom Heinsohn 16 Satch Sanders 17 John Havlicek 18 Jim Loscutoff | 20 Larry Siegfried 21 Johnny McCarthy 23 Frank Ramsey 24 Sam Jones 25 K.C. Jones Trener Red Auerbach |

| \| 4 Gerry Ward 5 John Thompson 6 Bill Russell 11 Mel Counts 12 Willie Naulls 15 Tom Heinsohn 16 Satch Sanders \| 17 John Havlicek 20 Larry Siegfried 21 Ron Bonham 24 Sam Jones 25 K.C. Jones 34 Bevo Nordmann Trener Red Auerbach \| | |
| 4 Gerry Ward 5 John Thompson 6 Bill Russell 11 Mel Counts 12 Willie Naulls 15 Tom Heinsohn 16 Satch Sanders | 17 John Havlicek 20 Larry Siegfried 21 Ron Bonham 24 Sam Jones 25 K.C. Jones 34 Bevo Nordmann Trener Red Auerbach |

| \| 5 John Thompson 6 Bill Russell 11 Mel Counts 12 Willie Naulls 12 Ron Watts 16 Satch Sanders 17 John Havlicek \| 18 Woody Sauldsberry 19 Don Nelson 20 Larry Siegfried 21 Ron Bonham 24 Sam Jones 25 K.C. Jones Trener Red Auerbach \| | |
| 5 John Thompson 6 Bill Russell 11 Mel Counts 12 Willie Naulls 12 Ron Watts 16 Satch Sanders 17 John Havlicek | 18 Woody Sauldsberry 19 Don Nelson 20 Larry Siegfried 21 Ron Bonham 24 Sam Jones 25 K.C. Jones Trener Red Auerbach |

| \| 12 Bob Weiss 13 Wilt Chamberlain 14 Matt Guokas 15 Hal Greer 20 Dave Gambee 21 Larry Costello \| 24 Wali Jones 25 Chet Walker 28 Bill Melchionni 32 Billy Cunningham 54 Lucious Jackson Trener Alex Hannum \| | |
| 12 Bob Weiss 13 Wilt Chamberlain 14 Matt Guokas 15 Hal Greer 20 Dave Gambee 21 Larry Costello | 24 Wali Jones 25 Chet Walker 28 Bill Melchionni 32 Billy Cunningham 54 Lucious Jackson Trener Alex Hannum |

| \| 6 Bill Russell 11 Mal Graham 12 Tom Thacker 16 Satch Sanders 17 John Havlicek 18 Bailey Howell 19 Don Nelson \| 20 Larry Siegfried 24 Sam Jones 26 Rick Weitzman 27 Johnny Jones 28 Wayne Embry Grający trener Bill Russell \| | |
| 6 Bill Russell 11 Mal Graham 12 Tom Thacker 16 Satch Sanders 17 John Havlicek 18 Bailey Howell 19 Don Nelson | 20 Larry Siegfried 24 Sam Jones 26 Rick Weitzman 27 Johnny Jones 28 Wayne Embry Grający trener Bill Russell |

| \| 6 Bill Russell 7 Em Bryant 11 Mal Graham 12 Don Chaney 16 Satch Sanders 17 John Havlicek 18 Bailey Howell \| 19 Don Nelson 20 Larry Siegfried 24 Sam Jones 26 Rich Johnson 28 Jim Barnes Grający trener Bill Russell \| | |
| 6 Bill Russell 7 Em Bryant 11 Mal Graham 12 Don Chaney 16 Satch Sanders 17 John Havlicek 18 Bailey Howell | 19 Don Nelson 20 Larry Siegfried 24 Sam Jones 26 Rich Johnson 28 Jim Barnes Grający trener Bill Russell |

| \| 5 Don May 6 Mike Riordan 9 Dave Stallworth 10 Walt Frazier 12 Dick Barnett 16 John Warren 17 Nate Bowman \| 18 Phil Jackson 19 Willis Reed 20 Bill Hosket 22 Dave DeBusschere 24 Bill Bradley 32 Cazzie Russell Trener Red Holzman \| | |
| 5 Don May 6 Mike Riordan 9 Dave Stallworth 10 Walt Frazier 12 Dick Barnett 16 John Warren 17 Nate Bowman | 18 Phil Jackson 19 Willis Reed 20 Bill Hosket 22 Dave DeBusschere 24 Bill Bradley 32 Cazzie Russell Trener Red Holzman |

| \| 1 Oscar Robertson 4 Greg Smith 5 Marv Winkler 7 Lucius Allen 8 Jeff Webb 10 Bob Dandridge 14 Jon McGlocklin \| 18 Bob Greacen 19 Dick Cunningham 20 Bob Boozer 33 Kareem Abdul-Jabbar 35 McCoy McLemore Trener Larry Costello \| | |
| 1 Oscar Robertson 4 Greg Smith 5 Marv Winkler 7 Lucius Allen 8 Jeff Webb 10 Bob Dandridge 14 Jon McGlocklin | 18 Bob Greacen 19 Dick Cunningham 20 Bob Boozer 33 Kareem Abdul-Jabbar 35 McCoy McLemore Trener Larry Costello |

| \| 13 Wilt Chamberlain 11 Jim Cleamons 14 LeRoy Ellis 24 Keith Erickson 25 Gail Goodrich 52 Happy Hairston \| 5 Jim McMillian 12 Pat Riley 21 Flynn Robinson 31 John Trapp 44 Jerry West Trener Bill Sharman \| |                                                                                                |
| 13 Wilt Chamberlain 11 Jim Cleamons 14 LeRoy Ellis 24 Keith Erickson 25 Gail Goodrich 52 Happy Hairston | 5 Jim McMillian 12 Pat Riley 21 Flynn Robinson 31 John Trapp 44 Jerry West Trener Bill Sharman |

| \| 7 Dean Meminger 10 Walt Frazier 12 Dick Barnett 15 Earl Monroe 17 Henry Bibby 18 Phil Jackson 19 Willis Reed \| 22 Dave DeBusschere 24 Bill Bradley 32 Jerry Lucas 40 John Gianelli 43 Harthorne Wingo Trener Red Holzman \| | |
| 7 Dean Meminger 10 Walt Frazier 12 Dick Barnett 15 Earl Monroe 17 Henry Bibby 18 Phil Jackson 19 Willis Reed | 22 Dave DeBusschere 24 Bill Bradley 32 Jerry Lucas 40 John Gianelli 43 Harthorne Wingo Trener Red Holzman |

| \| 7 Art Williams 10 Jo Jo White 12 Don Chaney 17 John Havlicek 18 Dave Cowens 19 Don Nelson 20 Phil Hankinson \| 29 Hank Finkel 32 Steve Downing 33 Steve Kuberski 35 Paul Silas 44 Paul Westphal Trener Tom Heinsohn \| | |
| 7 Art Williams 10 Jo Jo White 12 Don Chaney 17 John Havlicek 18 Dave Cowens 19 Don Nelson 20 Phil Hankinson | 29 Hank Finkel 32 Steve Downing 33 Steve Kuberski 35 Paul Silas 44 Paul Westphal Trener Tom Heinsohn |

| \| 10 Charles Johnson 15 Charles Dudley 20 Phil Smith 21 Butch Beard 22 Steve Bracey 23 Jeff Mullins 24 Rick Barry \| 32 Bill Bridges 34 Frank Kendrick 40 Derrek Dickey 41 Jamaal Wilkes 44 Clifford Ray 52 George T. Johnson Trener Al Attles \| | |
| 10 Charles Johnson 15 Charles Dudley 20 Phil Smith 21 Butch Beard 22 Steve Bracey 23 Jeff Mullins 24 Rick Barry | 32 Bill Bridges 34 Frank Kendrick 40 Derrek Dickey 41 Jamaal Wilkes 44 Clifford Ray 52 George T. Johnson Trener Al Attles |

| \| 10 Jo Jo White 11 Charlie Scott 17 John Havlicek 18 Dave Cowens 19 Don Nelson 27 Kevin Stacom 30 Glenn McDonald \| 31 Tom Boswell 33 Steve Kuberski 34 Jim Ard 35 Paul Silas 42 Jerome Anderson Trener Tom Heinsohn \| |                                                                                                  |
| 10 Jo Jo White 11 Charlie Scott 17 John Havlicek 18 Dave Cowens 19 Don Nelson 27 Kevin Stacom 30 Glenn McDonald | 31 Tom Boswell 33 Steve Kuberski 34 Jim Ard 35 Paul Silas 42 Jerome Anderson Trener Tom Heinsohn |

| \| 3 Herm Gilliam 10 Corky Calhoun 13 Dave Twardzik 14 Lionel Hollins 15 Larry Steele 16 Johnny Davis 20 Maurice Lucas \| 30 Bob Gross 32 Bill Walton 34 Robin Jones 36 Lloyd Neal 42 Wally Walker Trener Jack Ramsay \| |                                                                                             |
| 3 Herm Gilliam 10 Corky Calhoun 13 Dave Twardzik 14 Lionel Hollins 15 Larry Steele 16 Johnny Davis 20 Maurice Lucas | 30 Bob Gross 32 Bill Walton 34 Robin Jones 36 Lloyd Neal 42 Wally Walker Trener Jack Ramsay |

| \| 10 Bob Dandridge 11 Elvin Hayes 14 Tom Henderson 15 Charles Johnson 20 Phil Walker 25 Mitch Kupchak 32 Larry Wright \| 35 Kevin Grevey 41 Wes Unseld 42 Greg Ballard 44 Joe Pace 45 Phil Chenier Trener Dick Motta \| |                                                                                             |
| 10 Bob Dandridge 11 Elvin Hayes 14 Tom Henderson 15 Charles Johnson 20 Phil Walker 25 Mitch Kupchak 32 Larry Wright | 35 Kevin Grevey 41 Wes Unseld 42 Greg Ballard 44 Joe Pace 45 Phil Chenier Trener Dick Motta |

| \| 1 Gus Williams 8 Lonnie Shelton 10 Joe Hassett 11 Dick Snyder 21 Dennis Awtrey 22 Jackie Robinson 23 Tom LaGarde \| 24 Dennis Johnson 27 John Johnson 32 Fred Brown 35 Paul Silas 42 Wally Walker 43 Jack Sikma Trener Lenny Wilkens \| | |
| 1 Gus Williams 8 Lonnie Shelton 10 Joe Hassett 11 Dick Snyder 21 Dennis Awtrey 22 Jackie Robinson 23 Tom LaGarde | 24 Dennis Johnson 27 John Johnson 32 Fred Brown 35 Paul Silas 42 Wally Walker 43 Jack Sikma Trener Lenny Wilkens |

| \| 7 Marty Byrnes 9 Jim Chones 10 Norm Nixon 14 Brad Holland 15 Alfred Lee 21 Michael Cooper \| 31 Spencer Haywood 32 Magic Johnson 33 Kareem Abdul-Jabbar 52 Jamaal Wilkes 54 Mark Landsberger Trener Paul Westhead \| | |
| 7 Marty Byrnes 9 Jim Chones 10 Norm Nixon 14 Brad Holland 15 Alfred Lee 21 Michael Cooper | 31 Spencer Haywood 32 Magic Johnson 33 Kareem Abdul-Jabbar 52 Jamaal Wilkes 54 Mark Landsberger Trener Paul Westhead |

| \| 00 Robert Parish 7 Nate Archibald 20 Wayne Kreklow 30 M.L. Carr 31 Cedric Maxwell 32 Kevin McHale 33 Larry Bird \| 40 Terry Duerod 42 Chris Ford 43 Gerald Henderson 45 Eric Fernsten 53 Rick Robey Trener Bill Fitch \| | |
| 00 Robert Parish 7 Nate Archibald 20 Wayne Kreklow 30 M.L. Carr 31 Cedric Maxwell 32 Kevin McHale 33 Larry Bird | 40 Terry Duerod 42 Chris Ford 43 Gerald Henderson 45 Eric Fernsten 53 Rick Robey Trener Bill Fitch |

| \| 5 Eddie Jordan 8 Jim Brewer 10 Norm Nixon 11 Bob McAdoo 21 Michael Cooper 30 Kevin McKenna 31 Kurt Rambis 32 Magic Johnson \| 33 Kareem Abdul-Jabbar 34 Clay Johnson 40 Mike McGee 41 Mitch Kupchak 52 Jamaal Wilkes 54 Mark Landsberger Trener Pat Riley \| | |
| 5 Eddie Jordan 8 Jim Brewer 10 Norm Nixon 11 Bob McAdoo 21 Michael Cooper 30 Kevin McKenna 31 Kurt Rambis 32 Magic Johnson | 33 Kareem Abdul-Jabbar 34 Clay Johnson 40 Mike McGee 41 Mitch Kupchak 52 Jamaal Wilkes 54 Mark Landsberger Trener Pat Riley |

| \| 10 Maurice Cheeks 25 Earl Cureton 14 Franklin Edwards 6 Julius Erving 8 Marc Iavaroni 45 Clemon Johnson 33 Reggie Johnson \| 24 Bobby Jones 2 Moses Malone 31 Mark McNamara 4 Clint Richardson 22 Andrew Toney Trener Billy Cunningham \| | |
| 10 Maurice Cheeks 25 Earl Cureton 14 Franklin Edwards 6 Julius Erving 8 Marc Iavaroni 45 Clemon Johnson 33 Reggie Johnson | 24 Bobby Jones 2 Moses Malone 31 Mark McNamara 4 Clint Richardson 22 Andrew Toney Trener Billy Cunningham |

| \| 00 Robert Parish 3 Dennis Johnson 8 Scott Wedman 28 Quinn Buckner 30 M.L. Carr 31 Cedric Maxwell 32 Kevin McHale \| 33 Larry Bird 40 Carlos Clark 43 Gerald Henderson 44 Danny Ainge 50 Greg Kite Trener K.C. Jones \| |                                                                                                 |
| 00 Robert Parish 3 Dennis Johnson 8 Scott Wedman 28 Quinn Buckner 30 M.L. Carr 31 Cedric Maxwell 32 Kevin McHale | 33 Larry Bird 40 Carlos Clark 43 Gerald Henderson 44 Danny Ainge 50 Greg Kite Trener K.C. Jones |

| \| 4 Byron Scott 11 Bob McAdoo 12 Ronnie Lester 21 Michael Cooper 25 Mitch Kupchak 31 Kurt Rambis 32 Magic Johnson \| 33 Kareem Abdul-Jabbar 35 Larry Spriggs 40 Mike McGee 42 James Worthy 43 Chuck Nevitt 52 Jamaal Wilkes Trener Pat Riley \| | |
| 4 Byron Scott 11 Bob McAdoo 12 Ronnie Lester 21 Michael Cooper 25 Mitch Kupchak 31 Kurt Rambis 32 Magic Johnson | 33 Kareem Abdul-Jabbar 35 Larry Spriggs 40 Mike McGee 42 James Worthy 43 Chuck Nevitt 52 Jamaal Wilkes Trener Pat Riley |

| \| 00 Robert Parish 3 Dennis Johnson 5 Bill Walton 8 Scott Wedman 11 Sam Vincent 12 Jerry Sichting 32 Kevin McHale \| 33 Larry Bird 34 Rick Carlisle 44 Danny Ainge 45 David Thirdkill 50 Greg Kite Trener K.C. Jones \| |                                                                                                 |
| 00 Robert Parish 3 Dennis Johnson 5 Bill Walton 8 Scott Wedman 11 Sam Vincent 12 Jerry Sichting 32 Kevin McHale | 33 Larry Bird 34 Rick Carlisle 44 Danny Ainge 45 David Thirdkill 50 Greg Kite Trener K.C. Jones |

| \| 1 Wes Matthews 4 Byron Scott 21 Michael Cooper 24 Adrian Branch 31 Kurt Rambis 32 Magic Johnson 33 Kareem Abdul-Jabbar \| 42 James Worthy 43 Mychal Thompson 45 A.C. Green 52 Mike Smrek 55 Billy Thompson Trener Pat Riley \| |                                                                                                   |
| 1 Wes Matthews 4 Byron Scott 21 Michael Cooper 24 Adrian Branch 31 Kurt Rambis 32 Magic Johnson 33 Kareem Abdul-Jabbar | 42 James Worthy 43 Mychal Thompson 45 A.C. Green 52 Mike Smrek 55 Billy Thompson Trener Pat Riley |

| \| 1 Wes Matthews 3 Jeff Lamp 4 Byron Scott 19 Tony Campbell 20 Milt Wagner 21 Michael Cooper 31 Kurt Rambis 32 Magic Johnson \| 33 Kareem Abdul-Jabbar 42 James Worthy 43 Mychal Thompson 45 A.C. Green 52 Mike Smrek 55 Billy Thompson Trener Pat Riley \| | |
| 1 Wes Matthews 3 Jeff Lamp 4 Byron Scott 19 Tony Campbell 20 Milt Wagner 21 Michael Cooper 31 Kurt Rambis 32 Magic Johnson | 33 Kareem Abdul-Jabbar 42 James Worthy 43 Mychal Thompson 45 A.C. Green 52 Mike Smrek 55 Billy Thompson Trener Pat Riley |

| \| 4 Joe Dumars 10 Dennis Rodman 11 Isiah Thomas 15 Vinnie Johnson 22 John Salley 23 Mark Aguirre 24 Micheal Williams \| 25 John Long 34 Fennis Dembo 40 Bill Laimbeer 44 Rick Mahorn 53 James Edwards Trener Chuck Daly \| |                                                                                                 |
| 4 Joe Dumars 10 Dennis Rodman 11 Isiah Thomas 15 Vinnie Johnson 22 John Salley 23 Mark Aguirre 24 Micheal Williams | 25 John Long 34 Fennis Dembo 40 Bill Laimbeer 44 Rick Mahorn 53 James Edwards Trener Chuck Daly |

| \| 00 William Bedford 4 Joe Dumars 10 Dennis Rodman 11 Isiah Thomas 12 Gerald Henderson 15 Vinnie Johnson 22 John Salley \| 23 Mark Aguirre 33 David Greenwood 35 Scott Hastings 40 Bill Laimbeer 53 James Edwards Trener Chuck Daly \| | |
| 00 William Bedford 4 Joe Dumars 10 Dennis Rodman 11 Isiah Thomas 12 Gerald Henderson 15 Vinnie Johnson 22 John Salley | 23 Mark Aguirre 33 David Greenwood 35 Scott Hastings 40 Bill Laimbeer 53 James Edwards Trener Chuck Daly |

| \| 2 Dennis Hopson 5 John Paxson 10 B.J. Armstrong 14 Craig Hodges 23 Michael Jordan 24 Bill Cartwright 32 Will Perdue \| 33 Scottie Pippen 34 Stacey King 42 Scott Williams 53 Cliff Levingston 54 Horace Grant Trener Phil Jackson \| | |
| 2 Dennis Hopson 5 John Paxson 10 B.J. Armstrong 14 Craig Hodges 23 Michael Jordan 24 Bill Cartwright 32 Will Perdue | 33 Scottie Pippen 34 Stacey King 42 Scott Williams 53 Cliff Levingston 54 Horace Grant Trener Phil Jackson |

| \| 5 John Paxson 10 B.J. Armstrong 14 Craig Hodges 20 Bobby Hansen 23 Michael Jordan 24 Bill Cartwright 32 Will Perdue \| 33 Scottie Pippen 34 Stacey King 42 Scott Williams 53 Cliff Levingston 54 Horace Grant Trener Phil Jackson \| | |
| 5 John Paxson 10 B.J. Armstrong 14 Craig Hodges 20 Bobby Hansen 23 Michael Jordan 24 Bill Cartwright 32 Will Perdue | 33 Scottie Pippen 34 Stacey King 42 Scott Williams 53 Cliff Levingston 54 Horace Grant Trener Phil Jackson |

| \| 5 John Paxson 6 Trent Tucker 10 B.J. Armstrong 20 Darrell Walker 22 Rodney McCray 23 Michael Jordan 24 Bill Cartwright \| 32 Will Perdue 33 Scottie Pippen 34 Stacey King 42 Scott Williams 54 Horace Grant Trener Phil Jackson \| | |
| 5 John Paxson 6 Trent Tucker 10 B.J. Armstrong 20 Darrell Walker 22 Rodney McCray 23 Michael Jordan 24 Bill Cartwright | 32 Will Perdue 33 Scottie Pippen 34 Stacey King 42 Scott Williams 54 Horace Grant Trener Phil Jackson |

| \| 1 Scott Brooks 3 Richard Petruška 7 Carl Herrera 10 Sam Cassell 11 Vernon Maxwell 17 Mario Elie 20 Larry Robinson 21 Chris Jent \| 25 Robert Horry 30 Kenny Smith 33 Otis Thorpe 34 Hakeem Olajuwon 35 Earl Cureton 42 Eric Riley 50 Matt Bullard Trener Rudy Tomjanovich \| | |
| 1 Scott Brooks 3 Richard Petruška 7 Carl Herrera 10 Sam Cassell 11 Vernon Maxwell 17 Mario Elie 20 Larry Robinson 21 Chris Jent | 25 Robert Horry 30 Kenny Smith 33 Otis Thorpe 34 Hakeem Olajuwon 35 Earl Cureton 42 Eric Riley 50 Matt Bullard Trener Rudy Tomjanovich |

| \| 7 Carl Herrera 10 Sam Cassell 11 Vernon Maxwell 15 Tim Breaux 17 Mario Elie 22 Clyde Drexler 25 Robert Horry \| 27 Charles Jones 30 Kenny Smith 31 Tracy Murray 32 Pete Chilcutt 34 Hakeem Olajuwon 52 Chucky Brown Trener Rudy Tomjanovich \| | |
| 7 Carl Herrera 10 Sam Cassell 11 Vernon Maxwell 15 Tim Breaux 17 Mario Elie 22 Clyde Drexler 25 Robert Horry | 27 Charles Jones 30 Kenny Smith 31 Tracy Murray 32 Pete Chilcutt 34 Hakeem Olajuwon 52 Chucky Brown Trener Rudy Tomjanovich |

| \| 0 Randy Brown 7 Toni Kukoč 8 Dickey Simpkins 9 Ron Harper 13 Luc Longley 22 John Salley 23 Michael Jordan 25 Steve Kerr \| 30 Jud Buechler 33 Scottie Pippen 34 Bill Wennington 35 Jason Caffey 53 James Edwards 54 Jack Haley 91 Dennis Rodman Trener Phil Jackson \| | |
| 0 Randy Brown 7 Toni Kukoč 8 Dickey Simpkins 9 Ron Harper 13 Luc Longley 22 John Salley 23 Michael Jordan 25 Steve Kerr | 30 Jud Buechler 33 Scottie Pippen 34 Bill Wennington 35 Jason Caffey 53 James Edwards 54 Jack Haley 91 Dennis Rodman Trener Phil Jackson |

| \| 00 Robert Parish 1 Randy Brown 7 Toni Kukoč 8 Dickey Simpkins 9 Ron Harper 13 Luc Longley 18 Bison Dele \| 23 Michael Jordan 25 Steve Kerr 30 Jud Buechler 33 Scottie Pippen 34 Bill Wennington 35 Jason Caffey 91 Dennis Rodman Trener Phil Jackson \| | |
| 00 Robert Parish 1 Randy Brown 7 Toni Kukoč 8 Dickey Simpkins 9 Ron Harper 13 Luc Longley 18 Bison Dele | 23 Michael Jordan 25 Steve Kerr 30 Jud Buechler 33 Scottie Pippen 34 Bill Wennington 35 Jason Caffey 91 Dennis Rodman Trener Phil Jackson |

| \| 1 Randy Brown 5 Rusty LaRue 7 Toni Kukoč 8 Dickey Simpkins 9 Ron Harper 13 Luc Longley 22 Keith Booth 23 Michael Jordan \| 24 Scott Burrell 25 Steve Kerr 30 Jud Buechler 33 Scottie Pippen 34 Bill Wennington 35 Joe Kleine 91 Dennis Rodman Trener Phil Jackson \| | |
| 1 Randy Brown 5 Rusty LaRue 7 Toni Kukoč 8 Dickey Simpkins 9 Ron Harper 13 Luc Longley 22 Keith Booth 23 Michael Jordan | 24 Scott Burrell 25 Steve Kerr 30 Jud Buechler 33 Scottie Pippen 34 Bill Wennington 35 Joe Kleine 91 Dennis Rodman Trener Phil Jackson |

| \| 0 Andrew Gaze 2 Jaren Jackson 6 Avery Johnson 11 Brandon Williams 12 Jerome Kersey 17 Mario Elie 21 Tim Duncan 25 Steve Kerr \| 31 Malik Rose 32 Sean Elliott 33 Antonio Daniels 40 Gerard King 41 Will Perdue 50 David Robinson Trener Gregg Popovich \| | |
| 0 Andrew Gaze 2 Jaren Jackson 6 Avery Johnson 11 Brandon Williams 12 Jerome Kersey 17 Mario Elie 21 Tim Duncan 25 Steve Kerr | 31 Malik Rose 32 Sean Elliott 33 Antonio Daniels 40 Gerard King 41 Will Perdue 50 David Robinson Trener Gregg Popovich |

| \| 2 Derek Fisher 3 Devean George 4 Ron Harper 5 Robert Horry 8 Kobe Bryant 10 Tyronn Lue 11 John Celestand \| 16 John Salley 17 Rick Fox 20 Brian Shaw 34 Shaquille O’Neal 40 Travis Knight 41 Glen Rice 45 A.C. Green Trener Phil Jackson \| | |
| 2 Derek Fisher 3 Devean George 4 Ron Harper 5 Robert Horry 8 Kobe Bryant 10 Tyronn Lue 11 John Celestand | 16 John Salley 17 Rick Fox 20 Brian Shaw 34 Shaquille O’Neal 40 Travis Knight 41 Glen Rice 45 A.C. Green Trener Phil Jackson |

| \| 2 Derek Fisher 3 Devean George 4 Ron Harper 5 Robert Horry 8 Kobe Bryant 10 Tyronn Lue 12 Mike Penberthy \| 17 Rick Fox 20 Brian Shaw 34 Shaquille O’Neal 35 Mark Madsen 40 Greg Foster 54 Horace Grant 14 Slava Medvedenko Trener Phil Jackson \| | |
| 2 Derek Fisher 3 Devean George 4 Ron Harper 5 Robert Horry 8 Kobe Bryant 10 Tyronn Lue 12 Mike Penberthy | 17 Rick Fox 20 Brian Shaw 34 Shaquille O’Neal 35 Mark Madsen 40 Greg Foster 54 Horace Grant 14 Slava Medvedenko Trener Phil Jackson |

| \| 2 Derek Fisher 3 Devean George 5 Robert Horry 8 Kobe Bryant 10 Lindsey Hunter 14 Slava Medvedenko 17 Rick Fox \| 20 Brian Shaw 23 Mitch Richmond 34 Shaquille O’Neal 35 Mark Madsen 52 Samaki Walker Trener Phil Jackson \| | |
| 2 Derek Fisher 3 Devean George 5 Robert Horry 8 Kobe Bryant 10 Lindsey Hunter 14 Slava Medvedenko 17 Rick Fox | 20 Brian Shaw 23 Mitch Richmond 34 Shaquille O’Neal 35 Mark Madsen 52 Samaki Walker Trener Phil Jackson |

| \| 3 Stephen Jackson 8 Steve Smith 9 Tony Parker 10 Speedy Claxton 12 Bruce Bowen 20 Manu Ginóbili 21 Tim Duncan \| 25 Steve Kerr 31 Malik Rose 34 Mengke Bate’er 35 Danny Ferry 42 Kevin Willis 50 David Robinson Trener Gregg Popovich \| | |
| 3 Stephen Jackson 8 Steve Smith 9 Tony Parker 10 Speedy Claxton 12 Bruce Bowen 20 Manu Ginóbili 21 Tim Duncan | 25 Steve Kerr 31 Malik Rose 34 Mengke Bate’er 35 Danny Ferry 42 Kevin Willis 50 David Robinson Trener Gregg Popovich |

| \| 1 Chauncey Billups 3 Ben Wallace 7 Mike James 8 Darvin Ham 10 Lindsey Hunter 13 Mehmet Okur 22 Tayshaun Prince \| 31 Darko Miličić 32 Rip Hamilton 34 Corliss Williamson 36 Rasheed Wallace 41 Elden Campbell Trener Larry Brown \| | |
| 1 Chauncey Billups 3 Ben Wallace 7 Mike James 8 Darvin Ham 10 Lindsey Hunter 13 Mehmet Okur 22 Tayshaun Prince | 31 Darko Miličić 32 Rip Hamilton 34 Corliss Williamson 36 Rasheed Wallace 41 Elden Campbell Trener Larry Brown |

| \| 2 Nazr Mohammed 3 Glenn Robinson 4 Sean Marks 5 Robert Horry 8 Radoslav Nesterovič 9 Tony Parker 12 Bruce Bowen \| 14 Beno Udrih 17 Brent Barry 20 Manu Ginobili 21 Tim Duncan 23 Devin Brown 34 Tony Massenburg Trener Gregg Popovich \| | |
| 2 Nazr Mohammed 3 Glenn Robinson 4 Sean Marks 5 Robert Horry 8 Radoslav Nesterovič 9 Tony Parker 12 Bruce Bowen | 14 Beno Udrih 17 Brent Barry 20 Manu Ginobili 21 Tim Duncan 23 Devin Brown 34 Tony Massenburg Trener Gregg Popovich |

| \| 1 Dorell Wright 3 Dwyane Wade 5 Derek Anderson 8 Antoine Walker 20 Gary Payton 24 Jason Kapono 30 Earl Barron 32 Shaquille O’Neal \| 33 Alonzo Mourning 40 Udonis Haslem 42 James Posey 49 Shandon Anderson 51 Michael Doleac 55 Jason Williams trener Pat Riley \| | |
| 1 Dorell Wright 3 Dwyane Wade 5 Derek Anderson 8 Antoine Walker 20 Gary Payton 24 Jason Kapono 30 Earl Barron 32 Shaquille O’Neal | 33 Alonzo Mourning 40 Udonis Haslem 42 James Posey 49 Shandon Anderson 51 Michael Doleac 55 Jason Williams trener Pat Riley |

| \| 2 Melvin Ely 4 Michael Finley 5 Robert Horry 7 Fabricio Oberto 9 Tony Parker 11 Jacque Vaughn 12 Bruce Bowen 14 Beno Udrih \| 15 Matt Bonner 16 Francisco Elson 17 Brent Barry 20 Manu Ginóbili 21 Tim Duncan 33 James White 45 Jackie Butler Trener Gregg Popovich \| | |
| 2 Melvin Ely 4 Michael Finley 5 Robert Horry 7 Fabricio Oberto 9 Tony Parker 11 Jacque Vaughn 12 Bruce Bowen 14 Beno Udrih | 15 Matt Bonner 16 Francisco Elson 17 Brent Barry 20 Manu Ginóbili 21 Tim Duncan 33 James White 45 Jackie Butler Trener Gregg Popovich |

| \| 0 Leon Powe 5 Kevin Garnett 9 Rajon Rondo 11 Glen Davis 13 Gabe Pruitt 20 Ray Allen 28 Sam Cassell 34 Paul Pierce \| 41 James Posey 42 Tony Allen 43 Kendrick Perkins 44 Brian Scalabrine 50 Eddie House 66 Scot Pollard 93 P.J. Brown Trener Doc Rivers \| | |
| 0 Leon Powe 5 Kevin Garnett 9 Rajon Rondo 11 Glen Davis 13 Gabe Pruitt 20 Ray Allen 28 Sam Cassell 34 Paul Pierce | 41 James Posey 42 Tony Allen 43 Kendrick Perkins 44 Brian Scalabrine 50 Eddie House 66 Scot Pollard 93 P.J. Brown Trener Doc Rivers |

| \| 2 Derek Fisher 3 Trevor Ariza 4 Luke Walton 5 Jordan Farmar 6 Adam Morrison 7 Lamar Odom 9 Sun Yue 12 Shannon Brown \| 16 Pau Gasol 17 Andrew Bynum 18 Saša Vujačič 21 Josh Powell 24 Kobe Bryant 28 Didier Ilunga-Mbenga Trener Phil Jackson \| | |
| 2 Derek Fisher 3 Trevor Ariza 4 Luke Walton 5 Jordan Farmar 6 Adam Morrison 7 Lamar Odom 9 Sun Yue 12 Shannon Brown | 16 Pau Gasol 17 Andrew Bynum 18 Saša Vujačič 21 Josh Powell 24 Kobe Bryant 28 Didier Ilunga-Mbenga Trener Phil Jackson |

| \| 1 Jordan Farmar 2 Derek Fisher 4 Luke Walton 6 Adam Morrison 7 Lamar Odom 12 Shannon Brown 16 Pau Gasol \| 17 Andrew Bynum 18 Saša Vujačič 21 Josh Powell 24 Kobe Bryant 28 Didier Ilunga-Mbenga 37 Ron Artest Trener Phil Jackson \| | |
| 1 Jordan Farmar 2 Derek Fisher 4 Luke Walton 6 Adam Morrison 7 Lamar Odom 12 Shannon Brown 16 Pau Gasol | 17 Andrew Bynum 18 Saša Vujačič 21 Josh Powell 24 Kobe Bryant 28 Didier Ilunga-Mbenga 37 Ron Artest Trener Phil Jackson |

| \| 0 Shawn Marion 2 Jason Kidd 3 Rodrigue Beaubois 4 Caron Butler 6 Tyson Chandler 11 José Juan Barea 13 Corey Brewer 16 Peja Stojakovic \| 20 Dominique Jones 28 Ian Mahinmi 31 Jason Terry 33 Brendan Haywood 35 Brian Cardinal 41 Dirk Nowitzki 92 DeShawn Stevenson Trener Rick Carlisle \| | |
| 0 Shawn Marion 2 Jason Kidd 3 Rodrigue Beaubois 4 Caron Butler 6 Tyson Chandler 11 José Juan Barea 13 Corey Brewer 16 Peja Stojakovic | 20 Dominique Jones 28 Ian Mahinmi 31 Jason Terry 33 Brendan Haywood 35 Brian Cardinal 41 Dirk Nowitzki 92 DeShawn Stevenson Trener Rick Carlisle |

| \| 1 Chris Bosh 3 Dwyane Wade 5 Juwan Howard 6 LeBron James 13 Mike Miller 14 Terrel Harris 15 Mario Chalmers 21 Ronny Turiaf \| 22 James Jones 30 Norris Cole 31 Shane Battier 34 Eddy Curry 40 Udonis Haslem 45 Dexter Pittman 50 Joel Anthony Trener Erik Spoelstra \| | |
| 1 Chris Bosh 3 Dwyane Wade 5 Juwan Howard 6 LeBron James 13 Mike Miller 14 Terrel Harris 15 Mario Chalmers 21 Ronny Turiaf | 22 James Jones 30 Norris Cole 31 Shane Battier 34 Eddy Curry 40 Udonis Haslem 45 Dexter Pittman 50 Joel Anthony Trener Erik Spoelstra |

| \| 1 Chris Bosh 3 Dwyane Wade 5 Juwan Howard 6 LeBron James 9 Rashard Lewis 13 Mike Miller 11 Chris Andersen 15 Mario Chalmers \| 22 James Jones 24 Jarvis Varnado 30 Norris Cole 31 Shane Battier 34 Ray Allen 40 Udonis Haslem 50 Joel Anthony Trener Erik Spoelstra \| | |
| 1 Chris Bosh 3 Dwyane Wade 5 Juwan Howard 6 LeBron James 9 Rashard Lewis 13 Mike Miller 11 Chris Andersen 15 Mario Chalmers | 22 James Jones 24 Jarvis Varnado 30 Norris Cole 31 Shane Battier 34 Ray Allen 40 Udonis Haslem 50 Joel Anthony Trener Erik Spoelstra |

| \| 2 Kawhi Leonard 3 Marco Belinelli 4 Danny Green 5 Cory Joseph 7 Damion James 8 Patrick Mills 9 Tony Parker 11 Jeff Ayres \| 15 Matt Bonner 16 Aron Baynes 20 Manu Ginóbili 21 Tim Duncan 22 Tiago Splitter 23 Austin Daye 33 Boris Diaw Trener Gregg Popovich \| | |
| 2 Kawhi Leonard 3 Marco Belinelli 4 Danny Green 5 Cory Joseph 7 Damion James 8 Patrick Mills 9 Tony Parker 11 Jeff Ayres | 15 Matt Bonner 16 Aron Baynes 20 Manu Ginóbili 21 Tim Duncan 22 Tiago Splitter 23 Austin Daye 33 Boris Diaw Trener Gregg Popovich |

| \| 1 Ognjen Kuzmić 4 Brandon Rush 5 Marreese Speights 7 Justin Holiday 9 Andre Iguodala 10 David Lee 11 Klay Thompson 12 Andrew Bogut \| 19 Leandro Barbosa 20 James Michael McAdoo 23 Draymond Green 30 Stephen Curry 31 Festus Ezeli 34 Shaun Livingston 40 Harrison Barnes Trener Steve Kerr \| | |
| 1 Ognjen Kuzmić 4 Brandon Rush 5 Marreese Speights 7 Justin Holiday 9 Andre Iguodala 10 David Lee 11 Klay Thompson 12 Andrew Bogut | 19 Leandro Barbosa 20 James Michael McAdoo 23 Draymond Green 30 Stephen Curry 31 Festus Ezeli 34 Shaun Livingston 40 Harrison Barnes Trener Steve Kerr |

| \| 0 Kevin Love 1 James Jones 2 Kyrie Irving 4 Iman Shumpert 5 J.R. Smith 8 Matthew Dellavedova 9 Channing Frye 12 Jordan McRae 13 Tristan Thompson \| 14 Sasha Kaun 20 Timofiej Mozgow 23 LeBron James 24 Richard Jefferson 30 Dahntay Jones 52 Mo Williams Trener Tyronn Lue \| | |
| 0 Kevin Love 1 James Jones 2 Kyrie Irving 4 Iman Shumpert 5 J.R. Smith 8 Matthew Dellavedova 9 Channing Frye 12 Jordan McRae 13 Tristan Thompson | 14 Sasha Kaun 20 Timofiej Mozgow 23 LeBron James 24 Richard Jefferson 30 Dahntay Jones 52 Mo Williams Trener Tyronn Lue |

| \| 0 Patrick McCaw 1 JaVale McGee 3 David West 5 Kevon Looney 9 Andre Iguodala 11 Klay Thompson 15 Damian Jones 20 James Michael McAdoo \| 21 Ian Clark 22 Matt Barnes 23 Draymond Green 27 Zaza Pachulia 30 Stephen Curry 34 Shaun Livingston 35 Kevin Durant Trener Steve Kerr \| | |
| 0 Patrick McCaw 1 JaVale McGee 3 David West 5 Kevon Looney 9 Andre Iguodala 11 Klay Thompson 15 Damian Jones 20 James Michael McAdoo | 21 Ian Clark 22 Matt Barnes 23 Draymond Green 27 Zaza Pachulia 30 Stephen Curry 34 Shaun Livingston 35 Kevin Durant Trener Steve Kerr |

| \| 0 Patrick McCaw 1 JaVale McGee 2 Jordan Bell 3 David West 4 Quinn Cook 5 Kevon Looney 6 Nick Young 9 Andre Iguodala \| 11 Klay Thompson 15 Damian Jones 23 Draymond Green 25 Chris Boucher 27 Zaza Pachulia 30 Stephen Curry 34 Shaun Livingston 35 Kevin Durant Trener Steve Kerr \| | |
| 0 Patrick McCaw 1 JaVale McGee 2 Jordan Bell 3 David West 4 Quinn Cook 5 Kevon Looney 6 Nick Young 9 Andre Iguodala | 11 Klay Thompson 15 Damian Jones 23 Draymond Green 25 Chris Boucher 27 Zaza Pachulia 30 Stephen Curry 34 Shaun Livingston 35 Kevin Durant Trener Steve Kerr |

| \| 1 Patrick McCaw 2 Kawhi Leonard 3 OG Anunoby 7 Kyle Lowry 8 Jordan Loyd 9 Serge Ibaka 13 Malcolm Miller 14 Danny Green 15 Eric Moreland \| 17 Jeremy Lin 20 Jodie Meeks 23 Fred VanVleet 24 Norman Powell 25 Chris Boucher 33 Marc Gasol 43 Pascal Siakam Trener: Nick Nurse \| | |
| 1 Patrick McCaw 2 Kawhi Leonard 3 OG Anunoby 7 Kyle Lowry 8 Jordan Loyd 9 Serge Ibaka 13 Malcolm Miller 14 Danny Green 15 Eric Moreland | 17 Jeremy Lin 20 Jodie Meeks 23 Fred VanVleet 24 Norman Powell 25 Chris Boucher 33 Marc Gasol 43 Pascal Siakam Trener: Nick Nurse |

| \| 0 Kyle Kuzma 1 Kentavious Caldwell-Pope 3 Anthony Davis 4 Alex Caruso 5 Talen Horton-Tucker 7 JaVale McGee 9 Rajon Rondo 10 Jared Dudley 11 Avery Bradley 12 Devontae Cacok \| 14 Danny Green 18 Dion Waiters 21 J.R. Smith 23 LeBron James 28 Quinn Cook 37 Kostas Andetokunmbo 39 Dwight Howard 88 Markieff Morris Trener: Frank Vogel \| | |
| 0 Kyle Kuzma 1 Kentavious Caldwell-Pope 3 Anthony Davis 4 Alex Caruso 5 Talen Horton-Tucker 7 JaVale McGee 9 Rajon Rondo 10 Jared Dudley 11 Avery Bradley 12 Devontae Cacok | 14 Danny Green 18 Dion Waiters 21 J.R. Smith 23 LeBron James 28 Quinn Cook 37 Kostas Andetokunmbo 39 Dwight Howard 88 Markieff Morris Trener: Frank Vogel |

| \| 0 Donte DiVincenzo 5 Jeff Teague 7 Bryn Forbes 9 Bobby Portis 11 Brook Lopez 13 Jordan Nwora 9 Mamadi Diakite 15 Sam Merrill 17 P.J. Tucker \| 21 Jrue Holiday 22 Khris Middleton 24 Pat Connaughton 34 Janis Andetokunmbo 43 Tanasis Andetokunmbo 44 Justin Jackson 66 Axel Toupane Trener: Mike Budenholzer \| | |
| 0 Donte DiVincenzo 5 Jeff Teague 7 Bryn Forbes 9 Bobby Portis 11 Brook Lopez 13 Jordan Nwora 9 Mamadi Diakite 15 Sam Merrill 17 P.J. Tucker | 21 Jrue Holiday 22 Khris Middleton 24 Pat Connaughton 34 Janis Andetokunmbo 43 Tanasis Andetokunmbo 44 Justin Jackson 66 Axel Toupane Trener: Mike Budenholzer |

| \| 00 Jonathan Kuminga 0 Gary Payton II 1 Damion Lee 2 Chris Chiozza 3 Jordan Poole 4 Moses Moody 5 Kevon Looney 8 Nemanja Bjelica 9 Andre Iguodala \| 11 Klay Thompson 12 Quinndary Weatherspoon 21 Jeff Dowtin 22 Andrew Wiggins 23 Draymond Green 30 Stephen Curry 32 Otto Porter 95 Juan Toscano-Anderson Trener: Steve Kerr \| | |
| 00 Jonathan Kuminga 0 Gary Payton II 1 Damion Lee 2 Chris Chiozza 3 Jordan Poole 4 Moses Moody 5 Kevon Looney 8 Nemanja Bjelica 9 Andre Iguodala | 11 Klay Thompson 12 Quinndary Weatherspoon 21 Jeff Dowtin 22 Andrew Wiggins 23 Draymond Green 30 Stephen Curry 32 Otto Porter 95 Juan Toscano-Anderson Trener: Steve Kerr |

| \| 0 Christian Braun 1 Michael Porter Jr. 5 Kentavious Caldwell-Pope 6 DeAndre Jordan 7 Reggie Jackson 8 Peyton Watson 11 Bruce Brown 13 Thomas Bryant \| 14 Ish Smith 15 Nikola Jokić 22 Zeke Nnaji 27 Jamal Murray 31 Vlatko Cancar 32 Jeff Green 50 Aaron Gordon Trener: Mike Malone \| | |
| 0 Christian Braun 1 Michael Porter Jr. 5 Kentavious Caldwell-Pope 6 DeAndre Jordan 7 Reggie Jackson 8 Peyton Watson 11 Bruce Brown 13 Thomas Bryant | 14 Ish Smith 15 Nikola Jokić 22 Zeke Nnaji 27 Jamal Murray 31 Vlatko Cancar 32 Jeff Green 50 Aaron Gordon Trener: Mike Malone |

| \| 0 Jayson Tatum 4 Jrue Holiday 7 Jaylen Brown 8 Kristaps Porzingis 9 Derrick White 11 Payton Pritchard 12 Oshae Brissett 26 Xavier Tillman \| 27 Jordan Walsh 30 Sam Hauser 40 Luke Kornet 42 Al Horford 44 Jaden Springer 50 Swiatosław Mychajluk 88 Neemias Queta Trener: Joe Mazzulla \| | |
| 0 Jayson Tatum 4 Jrue Holiday 7 Jaylen Brown 8 Kristaps Porzingis 9 Derrick White 11 Payton Pritchard 12 Oshae Brissett 26 Xavier Tillman | 27 Jordan Walsh 30 Sam Hauser 40 Luke Kornet 42 Al Horford 44 Jaden Springer 50 Swiatosław Mychajluk 88 Neemias Queta Trener: Joe Mazzulla |

| \| 15 Branden Carlson 9 Alex Caruso 13 Ousmane Dieng 5 Luguentz Dort 88 Alex Ducas 14 Adam Flagler 2 Shai Gilgeous-Alexander 55 Isaiah Hartenstein 7 Chet Holmgren \| 11 Isaiah Joe 3 Dillon Jones 25 Ajay Mitchell 44 Nikola Topić 22 Cason Wallace 21 Aaron Wiggins 8 Jalen Williams 6 Jaylin Williams 34 Kenrich Williams Trener: Mark Daigneault \| | |
| 15 Branden Carlson 9 Alex Caruso 13 Ousmane Dieng 5 Luguentz Dort 88 Alex Ducas 14 Adam Flagler 2 Shai Gilgeous-Alexander 55 Isaiah Hartenstein 7 Chet Holmgren | 11 Isaiah Joe 3 Dillon Jones 25 Ajay Mitchell 44 Nikola Topić 22 Cason Wallace 21 Aaron Wiggins 8 Jalen Williams 6 Jaylin Williams 34 Kenrich Williams Trener: Mark Daigneault |